# Carlalberto Ludi
Carlalberto Ludi (* 24. Dezember 1982 in Viadana) ist ein ehemaliger italienischer Fußballspieler, der zuletzt als Innenverteidiger in der Abwehr für Novara Calcio in der Serie B spielt. Aktuell ist gemeinsam mit Dennis Wise CEO von Como 1907.